# 카시트인

바빌로니아, 기원전 13세기

카시트인(Kassites)은 근동 산악 종족으로 기원전 1600년에서 1200년까지 자그로스 산맥과 메소포타미아(현재의 도라우드)로 이동해 왔다. 언어는 고립으로 분류되며 이미 기원전에 사멸되었다. 그들은 메소포타미아를 정복하고 바빌론을 지도에서 지워버려고 바빌로니아라는 국가는 자국 영토로 편입시켰다.
전통적으로 사용되는 중간 연대기에 따르면 카시트는 바빌론, 니푸르 그리고 다른 중심들에 대한 패권을 기원전 1595년에서 1155년까지 지속하였다.

## 역사
카시트의 원래 고향은 불명이며 로레스탄의 자그로스 산맥 내에 위치하였던 것으로 보인다. 그들 최초의 역사적인 등장은 기원전 18세기였는데 그때 그들은 함무라비의 아들 삼수일루나(제위 기원전 1749~1712)의 치세 9년에 바빌로니아를 공격하였다. 삼수일루나는 그들을 물리쳤지만 그들은 결국 기원전 1595년 히타이트에 의한 바빌론 함락 얼마 후 북 바빌로니아의 지배권을 획득하였다. 그리고 기원전 1475년 왕국의 남부를 정복하였다. 히타이트는 마르둑 우상을 치웠지만 카시트 지배자는 소유권을 다시 얻어 마르둑을 바빌론으로 반환하였다. 그리고 히타이트는 카시트 수카무나를 환대했다.

## 초기 카시트
이들 지배자들은 바빌론을 다스린 것은 아니지만 그들의 대수 체계(numbering scheme)가 후에 바빌론의 카시트 왕들에 의해 계속되었다. 아래는 그 왕들의 목록이다.
- 간다쉬
- 아굼 1세
- 카쉬틸리아쉬 1세
- 우쉬쉬
- 아비라타쉬
- 카쉬틸리아쉬 2세
- 우르지구루마쉬
- 하르바쉬후
- 팁탁지

## 카시트 왕조 (바빌론 제3제국)
여기에 따르는 연대기는 더 오래된 연대기이다.(Von Beckerath's Chronologie des pharaonischen Ägypten)
또 다른 보통 사용되는 연대기는 일반적으로 각 왕조를 위해 약 10년에서 20년 이른 연대를 준다. 그러나 이것은 이집트 신왕국의 보통 사용되는 연대기와 일치하지 않는다.
- 아굼 2세 (재위: 기원전 1570년)
- 부르나-부리아스 1세
- 카스틸리아스 3세
- 울람-부리아스
- 아굼 3세
- 카다스만-하르베 1세
- 카라인다스
- 쿠리갈주 1세 (재위 기원전 1377)
- 카다스만-엔릴 1세 (재위 기원전 1377-1361)
- 부르나 부리아스 2세 (재위 기원전 1361-1333)
- 카라하르다스 (재위 기원전 1333-1331)
- 나지부가스 (재위 기원전 1331)
- 쿠리갈주 2세 (재위 기원전 1331-1306)
- 나지마루타스 (재위 기원전 1306-1280)
- 카다스만-투르구 (재위 기원전 1280-1262)
- 카다스만-엔릴 2세 (재위 기원전 1262-1254)
- 쿠두르-엔릴 (재위 기원전 1254-1245)
- 사가락티-수리아스 (재위 기원전 1245-1232)
- 카스틸리아스 4세 (재위 기원전 1232-1224)
- 엔릴-나딘-수미 (재위 기원전 1224-1221)
- 아다드-수마-이디나 (재위 기원전 1221-1215)
- 아다드-수마-우수르 (재위 기원전 1215-1185)
- 멜리시팍 (재위 기원전 1185-1170)
- 마르둑-아팔-이디나 1세 (재위 기원전 1170-1157)
- 자바바-수마-이디나 (재위 기원전 1157-1156)
- 엔릴-나딘-아헤 (재위 기원전 1156-1153)

## 같이 보기
- 근동의 고대사 연대학